# Alexander Jakobsen
Alexander Amir Zatuna Jakobsen (Rødovre, 18 maart 1994), ook bekend als Amir Adel, is een Deens-Egyptisch voetballer die bij voorkeur als aanvallende middenvelder speelt. 

## Clubcarrière
Jakobsen voetbalde in Denemarken in de jeugdopleidingen van BK Vestia en FC Kopenhagen. In 2011 maakte hij de overstap naar Nederland en ging hij spelen in de jeugd van PSV. Met Jong PSV won hij in 2011 de Beloften Eredivisie en de Supercup Beloften.
Op 19 augustus 2013 debuteerde Jakobsen in het betaald voetbal in een Eerste-divisiewedstrijd tussen Jong PSV en FC Oss. In juli 2014 was hij op proef bij AIK en later bij Akademisk BK en Dinamo Zagreb maar hij vond geen nieuwe club. In februari 2015 tekende hij na een proefperiode bij Falkenbergs FF. Hij speelde een half jaar voor FK Bodø/Glimt in Noorwegen voor hij sinds begin 2017 voor het Deense Viborg FF speelt. In juli van dat jaar ging hij naar Zweden bij IFK Norrköping. In augustus 2019 werd Jakobsen verhuurd aan Kalmar FF. Hij hielp de club in de vier maanden dat hij er speelde aan handhaving in de Allsvenskan, daarna maakte Kalmar bekend dat de samenwerking geen vervolg zou krijgen. Begin 2020 ging hij naar het Noorse Sarpsborg 08 FF. In december 2020 ging hij naar Wadi Degla SC in Egypte. Na één seizoen vertrok hij transfervrij naar Smouha. Na een halfjaar zonder club te hebben gezeten, sloot hij zich in januari aan bij Dinamo Batoemi. Bij Batoemi maakte hij zijn debuut op het Europese toneel, in een kwalificatiewedstrijd voor de UEFA Conference League tegen KF Tirana. Na anderhalf jaar vertrok hij transfervrij naar het Kazachse Zhenis. 
In augustus 2024 was hij op proef bij RKC Waalwijk. Hier verdiende hij een contract voor één jaar.  Hij debuteerde op 25 augustus tegen Go Ahead Eagles, met een invalbeurt in de 81e minuut voor Godfried Roemeratoe.

## Interlandcarrière
Jakobsen is de zoon van een Deense moeder en een Egyptische vader. Op internationaal niveau vertegenwoordigde Jakobsen tussen 2010 en 2012 het Onder-17 en Onder-19 elftal van Denemarken. In 2013 koos hij er echter voor om uit te komen voor Egypte, waar hij bekend is onder de naam Amir Adel. Datzelfde jaar won hij met Egypte Onder-20 de Afrika Cup. Op 28 maart 2017 debuteerde hij voor het Egyptisch voetbalelftal als basisspeler in een vriendschappelijke wedstrijd tegen Togo. Hij werd in de rust gewisseld voor Ahmed El Sheikh.

## Trivia
- In 2007 had hij de hoofdrol in een commercial van Danske Bank. Hierdoor werd hij in Denemarken bekend als 'Mini-Ronaldinho'.

## Statistieken
| Seizoen | Club            | Competitie     | Competitie | Competitie | Beker | Beker | Overig | Overig | Totaal | Totaal |
| Seizoen | Club            | Competitie     | Wed.       | Dlp.       | Wed.  | Dlp.  | Wed.   | Dlp.   | Wed.   | Dlp.   |
| ------- | --------------- | -------------- | ---------- | ---------- | ----- | ----- | ------ | ------ | ------ | ------ |
| 2013/14 | Jong PSV        | Eerste divisie | 6          | 2          | 0     | 0     | 0      | 0      | 6      | 2      |
| 2015    | Falkenbergs FF  | Allsvenskan    | 19         | 2          | 1     | 1     | 0      | 0      | 20     | 3      |
| 2016    | Falkenbergs FF  | Allsvenskan    | 11         | 1          | 3     | 0     | 0      | 0      | 14     | 1      |
| 2016    | FK Bodø/Glimt   | Tippeligaen    | 10         | 0          | 2     | 0     | 0      | 0      | 12     | 0      |
| 2016/17 | Viborg FF       | Superligaen    | 15         | 2          | 0     | 0     | 0      | 0      | 15     | 2      |
| 2017    | IFK Norrköping  | Allsvenskan    | 14         | 2          | 1     | 1     | 0      | 0      | 15     | 3      |
| 2018    | IFK Norrköping  | Allsvenskan    | 21         | 1          | 3     | 1     | 0      | 0      | 24     | 2      |
| 2019    | IFK Norrköping  | Allsvenskan    | 7          | 0          | 0     | 0     | 0      | 0      | 7      | 0      |
| 2019    | → Kalmar FF     | Allsvenskan    | 10         | 1          | 1     | 0     | 0      | 0      | 11     | 1      |
| 2020    | Sarpsborg 08 FF | Eliteserien    | 10         | 0          | 0     | 0     | 0      | 0      | 10     | 0      |
| 2020/21 | Wadi Degla SC   | Premier League | 13         | 1          | 2     | 0     | 0      | 0      | 15     | 1      |
| 2021/22 | Smouha SC       | Premier League | 7          | 0          | 2     | 0     | 0      | 0      | 9      | 0      |
| 2023    | Dinamo Batoemi  | Erovnuli Liga  | 18         | 3          | 5     | 1     | 1      | 0      | 24     | 4      |
| 2024    | FK Jeńis        | Premjer Liga   | 5          | 0          | 2     | 0     | 0      | 0      | 7      | 0      |
| 2024/25 | RKC Waalwijk    | Eredivisie     | 4          | 0          | 0     | 0     | 0      | 0      | 4      | 0      |
| Totaal  | Totaal          | Totaal         | 171        | 15         | 21    | 4     | 1      | 0      | 193    | 19     |

Bijgewerkt op 12 maart 2025.
1 Houwen ·
2 Lelieveld ·
3 Van den Buijs ·
4 Van Gelderen ·
5 Familia-Castillo ·
6 Oukili ·
7 Cleonise ·
8 Vroegh ·
9 Zawada  ·
11 Jakobsen ·
13 Kesting ·
14 Lokesa ·
16 Spenkelink ·
17 Van Eijma ·
18 Van der Water ·
19 Margaret ·
20 Takidine ·
21 Van Osch ·
22 Van de Loo ·
23 Van der Venne ·
24 Roemeratoe ·
28 Meijers ·
29 Kramer ·
30 Weidmann ·
31 Vogels ·
32 El Yaakoubi ·
33 Al Mazyani ·
34 Wouters ·
35 Felida ·
52 Ihattaren ·
Coach: Fraser
· Assistent-coach: Auassar
· Assistent-coach: Roorda
· Keeperstrainer: Tinus